# 湘南土话
湘南土话也称为平话，主要分布在湖南省南部的郴州和永州地区，内部差异较大。湘南土话不同于流行于湖南省大部分地区的湘语，与郴州市城区流行的郴州官话更是截然不同。湘南土话是一种湘南本土的非常独特的方言，其归属问题至今还没有一个定论。因為湘南土話內部的分支較多，並且被其他方言環繞，所以湘南土話的使用者一般也兼用官话作為對外交流的語言。

## 语音特点
目前永州市有全浊不送气特征的湘南土话已经被归入湘语，与广西湘语一同组成永全片。东部湘南土话的语音特点大多和粤北土话大致相同，声母方面，部分组的全浊声母送气而其他组不送气。东部湘南土话和粤北土话它们应属同一种方言。部分学者认为南岭地区的土话群和广西平话（特別是桂北平話）也有紧密的联系。